# Sarreaus (parroquia)
Sarreaus (llamada oficialmente San Salvador de Sarreaus) es una parroquia y un lugar del municipio español de Sarreaus, en la provincia de Orense, Galicia.

## Toponimia
La parroquia también es conocida por el nombre de San Salvador de Riofreijo.

## Historia
Hacia mediados del siglo XIX, la parroquia, ya por entonces perteneciente a Sarreaus, tenía contabilizada una población de 429 habitantes. Aparece descrita en el decimotercer volumen del Diccionario geográfico-estadístico-histórico de España y sus posesiones de Ultramar de Pascual Madoz con las siguientes palabras:

SARREAUS: ó RIOFREIJO (San Salvador): felig. cap. del ayunt. del mismo nombre en la prov. y dióc. de Orense (6 leg.), part. jud. de Ginzo de Limia (2); sit. en la falda oriental de una colina; aires mas frecuentes N. y E.; clima frio y húmedo; enfermedades comunes, endemas, reumas y pulmonías. Tiene 90 casas en los l. de Padroso, Sas y Sarreaus. Hay escuela de primeras letras dotada con 400 rs. anuales y frecuentada por indeterminado número de niños; igl. parr. (San Salvador) servida por un cura de primer ascenso y patronato laical y en el l. de Padroso sobre un monte una ermita titulada Ntra. Sra. de Pequena. Confina N. Bresmaos; E. Monte; S. Perrelos y O. Lodoselo y Freijó. El terreno es en parte arenisco y de mediana calidad; y le baña un riach. llamado Freijó que nace en los montes de Paradiña y se incorpora al que baja de Boado. Los caminos conducen á Verin, Portugal, Orense, Lugo y Junquera. El correo se recibe de Ginzo. prod.: centeno, patatas, poco maiz, judias, nabos, algun trigo y cebada y bastante heno; se cria ganado vacuno, mular, caballar, lanar y de cerda; caza de perdices, liebres y conejos. ind.: la agrícola y un molino harinero. comercio: estraccion de ganado vacuno y jamones para Castilla. Se celebra una feria de ganados, granos y frutos del pais el 28 de cada mes. pobl.: 84 vec., 429 alm. contr.: con las demas parr. del ayunt. (V.).
(Madoz, 1849, p. 870)

## Organización territorial
La parroquia está formada por cuatro entidades de población:
- Padroso (Sarreaus)
- Sarreaus
- Sas
- Tarrazo

## Demografía

### Parroquia
| Gráfica de evolución demográfica de Sarreaus (parroquia) entre 2000 y 2023 |
|                                                                            |
| Datos según el nomenclátor publicado por el INE.                           |

### Lugar
| Gráfica de evolución demográfica de Sarreaus (lugar) entre 2000 y 2023 |
|                                                                        |
| Datos según el nomenclátor publicado por el INE.                       |